# Proroblemma caieta
Proroblemma caieta là một loài bướm đêm trong họ Erebidae.